# HC Pustertal-Val Pusteria
Le Hockey Club Val Pusteria anciennement Hockey Club Brunico est un club de hockey sur glace de Brunico en Italie. Il évolue en ICEHL.

## Historique

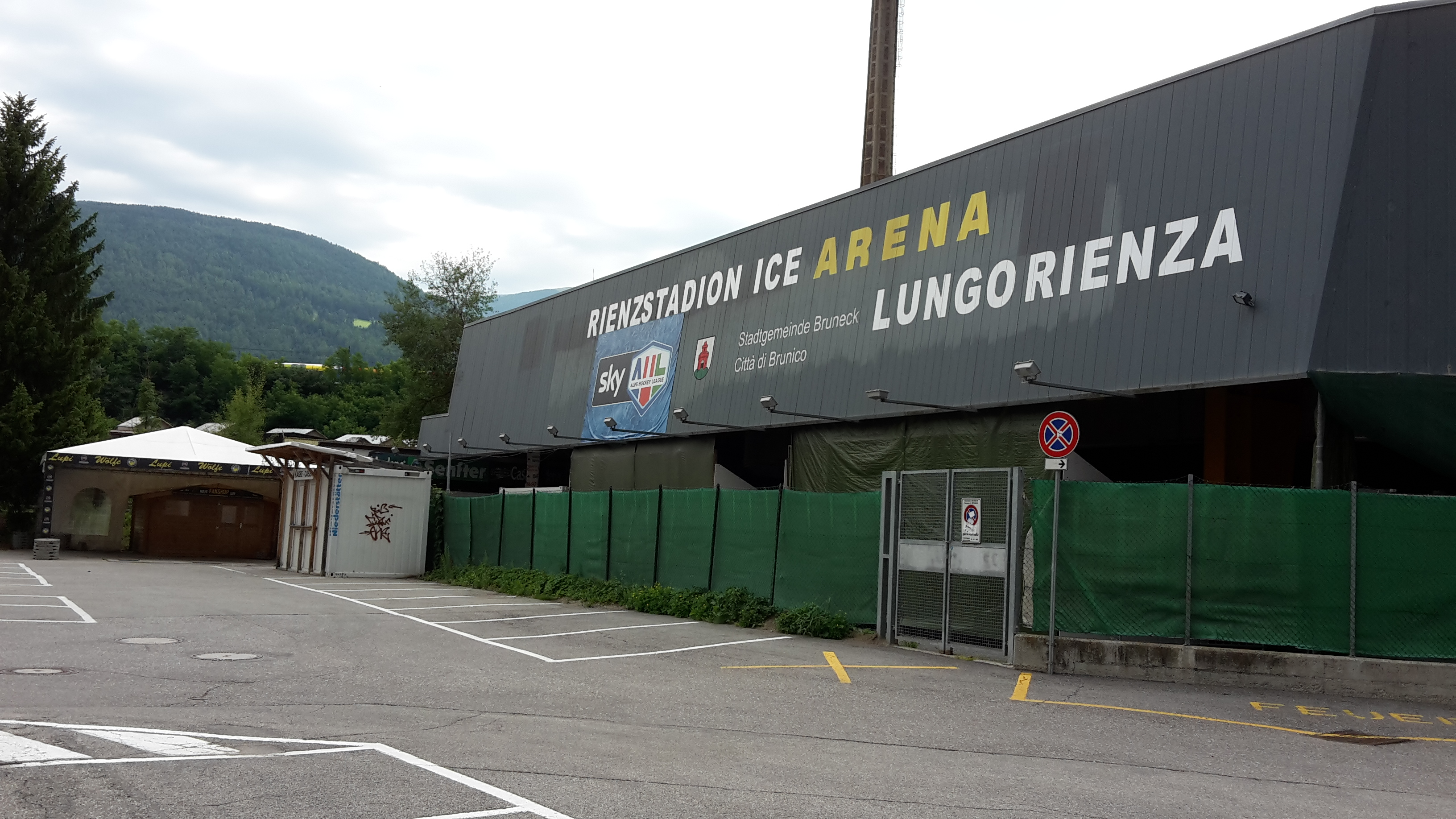
Stadio Lungo Rienza.

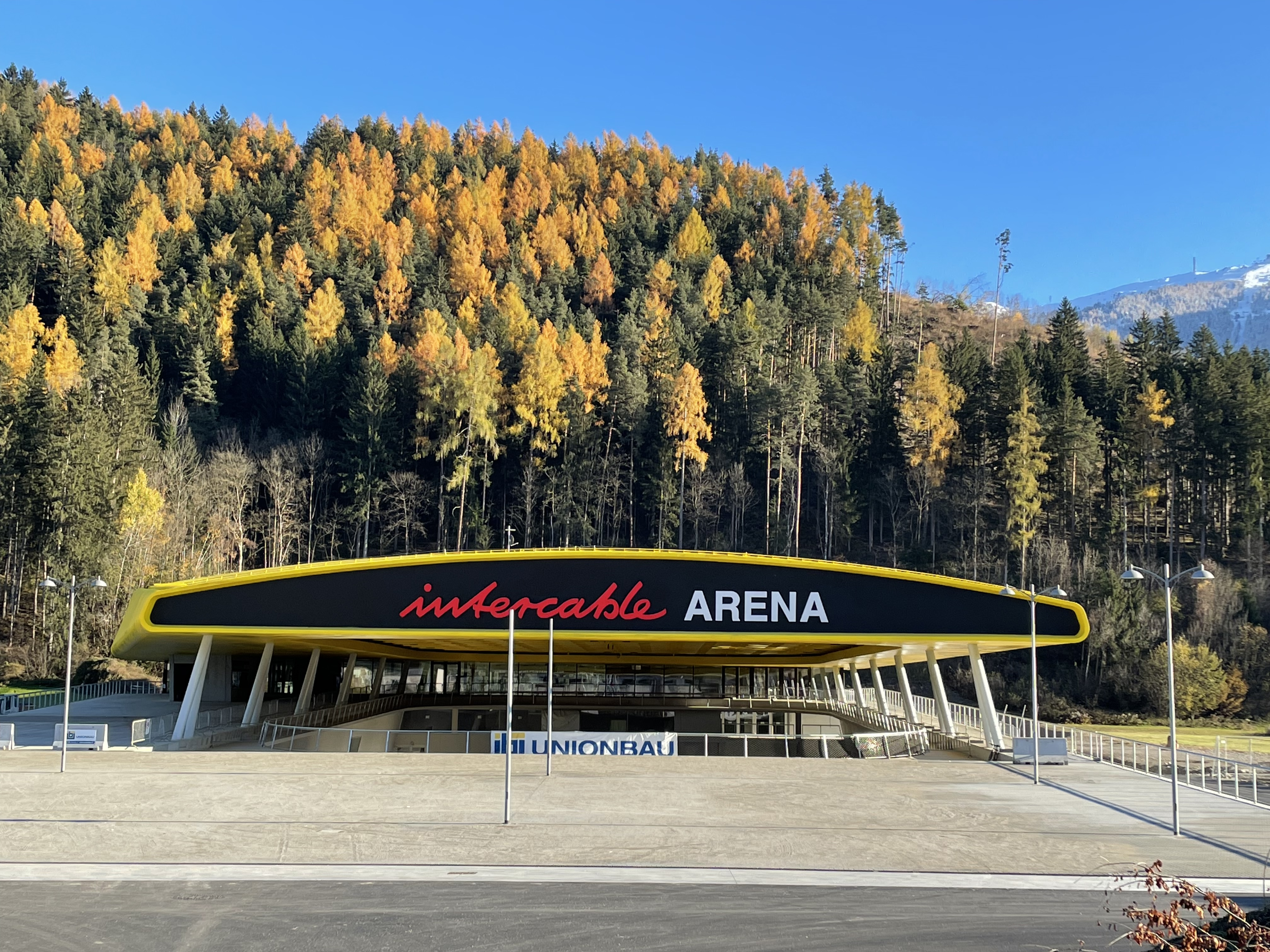
Intercable Arena.

Le club est créé en 1954 sous le nom de EV MAK Bruneck. En 2004, il est renommé HC Val Pusteria Wolves.
À partir de 2021, l'équipe joue dans l'Intercable Arena. Jusqu'à cette date, l'équipe jouait dans le Stadio Lungo Rienza.
Il intègre le championnat d'Autriche en 2021.

## Palmarès
- Vainqueur de la Coupe des Tatras: 2021.
- Vainqueur de la Serie B: 1968, 1969, 1972.
- Vainqueur de la Coupe d'Italie: 2011.
- Vainqueur de la Supercoupe d'Italie : 2011, 2014, 2016.

## Joueurs
| No    | Nom                    | Nat. | Position  | Arrivée                       |
| ----- | ---------------------- | ---- | --------- | ----------------------------- |
| +001, | Jacob Smith            |      | Gardien   | 2022 - Renon Sport            |
| +025, | Andreas Bernard        |      | Gardien   | 2023 - HC Bolzano             |
| +005, | Joel Messner           |      | Défenseur | 2023 - HKm Zvolen             |
| +007, | Ivan Althuber          |      | Défenseur | Formé au club                 |
| +018, | Ryan Stanton           |      | Défenseur | 2023 - Kölner Haie            |
| +020, | Arvin Atwal            |      | Défenseur | 2023 - Bietigheim Steelers    |
| +049, | Christian Kåsastul     |      | Défenseur | 2023 - HIFK                   |
| +059, | Daniel Glira           |      | Défenseur | 2020 - HC Bolzano             |
| +077, | Wyatt Ege              |      | Défenseur | 2022 - Cyclones de Cincinnati |
| +017, | Manuel Öhler           |      | Attaquant | 2023 - Renon Sport            |
| +019, | Dante Hannoun          |      | Attaquant | 2021 - SSI Vipiteno Broncos   |
| +021, | Simon Berger           |      | Attaquant | 2017 - EC Bad Tölz            |
| +022, | Matthias Mantinger     |      | Attaquant | 2021 - SSI Vipiteno Broncos   |
| +023, | Rick Schofield         |      | Attaquant | 2023 - Nürnberg Ice Tigers    |
| +024, | Zachary Sill           |      | Attaquant | 2023 - Kölner Haie            |
| +029, | Leonhard Ludwig Hasler |      | Attaquant | 2023 - Renon Sport            |
| +040, | Raphael Andergassen    |      | Attaquant | 2015 - SV Caldaro             |
| +046, | Ivan Deluca            |      | Attaquant | 2021 - HC Bolzano             |
| +047, | Lukas De Lorenzo Meo   |      | Attaquant | Formé au club                 |
| +067, | Mikael Frycklund       |      | Attaquant | 2023 - VIK Västerås HK        |
| +071, | Daniel Catenacci       |      | Attaquant | 2022 - HC Bolzano             |
| +081, | Jason Akeson           |      | Attaquant | 2023 - Straubing Tigers       |
| +091, | Alexander Petan        |      | Attaquant | 2023 - Fehérvár AV19          |
| +093, | David Morley           |      | Attaquant | 2023 - Frisk Tigers           |